# Estenosi mitral
L'estenosi mitral és una valvulopatia que afecta a la vàlvula mitral, reduint el seu orifici (estenosi).

## Etiologia
- Congènita
- Reumàtica: és la més freqüent.

## Clínica
La clínica sol ser lentament progressiva.
- Dispnea d'esforç
- Edema agut de pulmó
- Fibril·lació auricular
- Insuficiència cardíaca dreta
- Hemoptisi
- Embòlia: a conseqüència de la formació de trombes a l'aurícula per fibril·lació auricular.

## Auscultació cardíaca
- 1r soroll augmentat
- Presència d'un clic d'obertura mitral.
- Buf diastòlic d'ompliment ventricular
- Reforç presistòlic: se sent el pas de la sang de l'aurícula al ventricle durant la contracció auricular.

## Radiologia
Veurem una dilatació de l'aurícula esquerra.

## Tractament

### Mèdic
- Diürètics: si hi ha clínica d'insuficiència cardíaca.
- Anticoagulants.

### Quirúrgic
- Valvuloplàstia percutània: és la tècnica d'elecció.
- Comisurotomia quirúrgica
- Recanvi valvular